# Emmanuelle Pierre-Marie

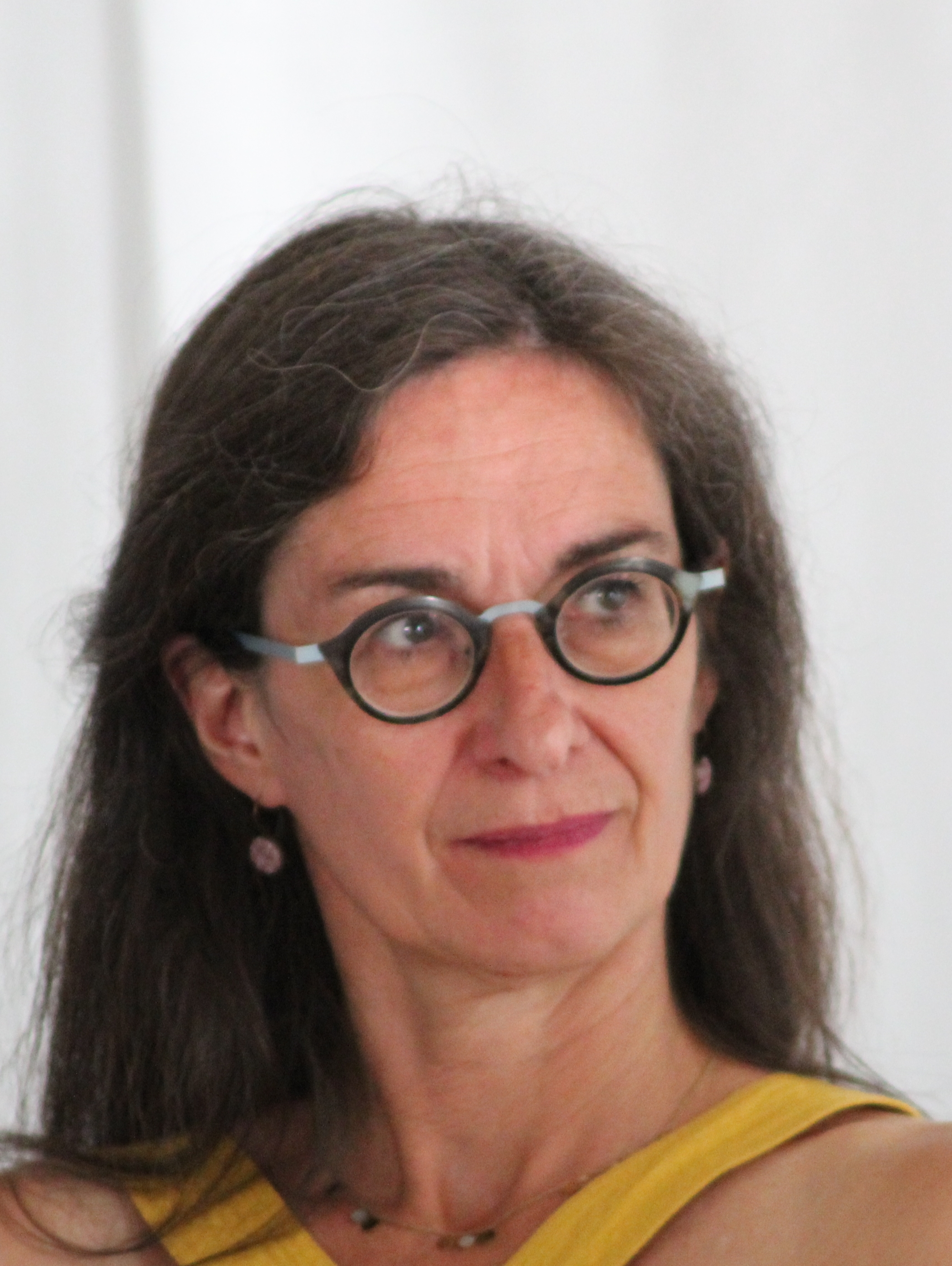
Emmanuelle Pierre-Marie (2021)

Emmanuelle Pierre-Marie (* 11. Januar 1971 in Chinon) ist eine französische Politikerin der Partei Les Écologistes (EELV). Seit 2020 ist sie Bürgermeisterin des 12. Arrondissements von Paris. Sie war Kandidatin für den 8. Wahlkreis Paris bei den Parlamentswahl in Frankreich 2017 und ist seit 2020 Mitglied des Conseil de Paris. Dort ist sie Mitglied in der 2. Commission, Culture-Patrimoine-Mémoire.
Pierre-Marie ist promovierte Soziologin, Mutter von drei Kindern und Großmutter. Ab 2014 war sie für die EELV im Gemeinderat des 12. Arrondissements verantwortlich für Geschlechtergleichstellung und Antidiskriminierung.